# Lista över hantverks- och industriutställningar i Sverige
Denna förteckningar listar den typ av hantverks- och industriutställningar som var vanliga i Sverige från senare delen av 1800-talet till mitten av 1900-talet. Listan gör inte skillnad på stora och små utställningar. I listan ingår även vissa mässor, dock ej regelbundet återkommande sådana.

## Hantverks- och industriutställningar sorterade efter landskap och ort
Under respektive landskap listas utställningarna först efter ort och år, därefter anges utställningens officiella namn (i den mån det är känt) samt dess tidsmässiga omfattning.

### Blekinge
- Karlshamnsutställningen 1964: Jubileumsutställningen i Karlshamn 10-21 juli 1964
- Karlskronautställningen 1902: Blekinge läns industriutställning i Karlskrona 13-24 juni 1902[1]
- Karlskronautställningen 1930: Jubileumsutställningen i Karlskrona 18 juni-20 juli 1930
- Olofströmsutställningen 1951: Jubileumsutställningen i Olofström 1-8 juli 1951

### Bohuslän
- Lysekilsutställningen 1926: Hantverksutställningen i Lysekil 1926[2]
- Uddevallautställningen 1928: Hantverks- och industriutställningen i Uddevalla 1928

### Dalarna
- Borlängeutställningen 1939: Mässan i Borlänge 21 juni-23 juli 1939[3]
- Faluutställningen 1927: Länsutställningen i Falun 18 juni-31 juli 1927[4]
- Hedemorautställningen 1946: Jubileumsutställningen i Hedemora 1946
- Ludvikautställningen 1959: Jubileumsutställningen i Ludvika 1959

### Dalsland
- Åmålsutställningen 1922: Hantverksutställningen i Åmål 1922[5]
- Åmålsutställningen 1925: Hantverksutställningen i Åmål 20 juni-5 juli 1925[6]

### Gotland
- Visbyutställningen 1904: Industriutställningen i Wisby 1904
- Visbyutställningen 1926: Byggnads-, industri- och lantbruksutställningen i Visby 21 juli-8 augusti 1926[7]

### Gästrikland
- Gävleutställningen 1901: Industri- och slöjdutställningen i Gefle 15 juni-15 augusti 1901
- Gävleutställningen 1946: Jubileumsutställningen i Gävle 21 juni-4 augusti 1946

### Halland
- Halmstadsutställningen 1898: Hantverks-, industri- och slöjdutställningen i Halmstad 1898[8]
- Industriutställningen i Halmstad, 1912
- Halmstadsutställningen 1929: Utställningen i Halmstad 20 juni-5 augusti 1929[9]
- Varbergsutställningen 1904: Hallands läns hantverks- och industriutställning i Varberg 1904
- Hantverks- och industrimässan i Varberg, öppnad 30 juli 1927
- Falkenbergs hantverks och industriutställning. 1936.

### Jämtland
- Östersundsutställningen 1905: Industri- och slöjdutställningen i Östersund 25 augusti-2 september 1905[10]
- Östersundsutställningen 1920: Jämtlands läns kungliga hushållningssällskaps 100-års jubileumsutställning i Östersund 1920
- Östersundsutställningen 1936: Jubileumsutställningen i Östersund 18 juli-9 augusti 1936, arrangerad av Östersunds stad[11]

### Lappland
- Arvidsjaurutställningen 1957: Jubileumsutställningen i Arvidsjaur 26 juni-7 juli 1957
- Lyckseleutställningen 1935: Hantverks- och hemslöjdsutställningen i Lycksele 6 juli-4 augusti 1935[12]
- Lyckseleutställningen 1949: Jubileumsutställningen i Lycksele 16 juli-7 augusti 1949

### Medelpad
- Sundsvallsutställningen 1882: Allmänna norrländska industri- och landtbruksutställningen i Sundsvall 19 juni-??? 1882
- Sundsvallsutställningen 1928: Hantverks- och industriutställningen i Sundvall 21 juni-5 augusti 1928[13]

### Norrbotten
- Luleåutställningen 1894: Industri- och slöjdutställningen i Luleå 1894[14]
- Luleåutställningen 1921: Jubileumsutställningen i Luleå 1921
- Piteåutställningen 1947: Jubileumsutställningen i Piteå 2-11 augusti 1947

### Närke
- Örebroutställningen 1883: Industri- och hemslöjdutställningen i Örebro 11 juli-??? 1883
- Örebroutställningen 1899: Industriutställningen i Örebro 1 juni-??? 1899
- Örebroutställningen 1911: Industri- och slöjdutställningen i Örebro 21 juni-16 juli 1911
- Örebroutställningen 1928: Örebro läns utställning 21 juni-29 juli 1928
- Örebroutställningen 1947: Jubileumsutställningen i Örebro 18 juni-10 augusti 1947

### Skåne
- Eslövsutställningen 1934: Hantverks- och industriutställningen i Eslöv 29 juni-8 juli 1934[15]
- Helsingborgsutställningen 1890: Industriutställningen i Helsingborg 1890
- Helsingborgsutställningen 1903: Industri- och slöjdutställningen i Helsingborg 11 juni-10 september 1903
- Helsingborgsutställningen 1955: H55 i Hälsingborg 10 juni-28 augusti
- Hässleholmsutställningen 1935: Jubileumsmässan i Hässleholm 12-14 juli 1935, arrangerad av Hässleholms hantverks- och industriförening[12]
- Höganäsutställningen 1900: Slöjd- och industriutställningen i Höganäs 13-15 juli 1900[16]
- Höganäsutställningen 1951: Jubileumsutställningen i Höganäs 5-15 juli 1951
- Höörutställningen 1937: Hantverks- och industriutställningen i Höör 2 juli-??? 1937[17]
- Klippanutställningen 1938: Utställningen i Klippan 1-10 juli 1938[18]
- Kristianstadsutställningen 1939: Utställningen i Kristianstad 15 juni-6 augusti 1939, arrangerad av Kristianstads handelsförening samt Kristianstads fabriks- och hantverksförening[19]
- Landskronautställningen 1913: Jubileumsutställningen i Landskrona 1 juni-15 september 1913
- Landskronautställningen 1929: Landskrona hantverks- och industriförenings jubileumsutställning 1929[20]
- Lundautställningen 1895: Fabriks-, handtverks-, industri- och slöjdutställningen i Lund 15-24 juni 1895[21]
- Lundautställningen 1907: Industri-, slöjd- och konstutställningen i Lund 1907
- Löberödsutställningen 1953: Hantverksutställningen i Löberöd 11-14 juni 1953
- Malmöutställningen 1881: Skandinaviska industri- och slöjdutställningen i Malmö 18 juli-4 september 1881[22][23]
- Malmöutställningen 1896: Nordiska industri- och slöjdutställningen i Malmö juni-september 1896
- Malmöutställningen 1914: Baltiska utställningen i Malmö 15 maj-4 oktober 1914
- Tomelillautställningen 1922: Sydöstra Skånes hantverksutställning och bygdemässa 7-9 juli 1922[24]
- Tomelillautställningen 1927: Utställningen i Tomelilla 14 - 24 juli 1927[25]
- Trelleborgsutställningen 1925: Hantverks- och industriutställningen i Trelleborg 9-19 juli 1925[26]
- Ystadsutställningen 1893: Skånska industri- och slöjdutställningen i Ystad 1893[27]
- Ystadsutställningen 1936: Fritiden i Ystad 19 juni-23 augusti 1936, arrangerad av Svenska slöjdföreningen och Ystads stad[28]
- Åhusutställningen 1949: Jubileumsutställningen i Åhus 2-17 juli 1949
- Ängelholmsutställningen 1905: Industri- och slöjdutställningen i Engelholm 1905[29]
- Örkelljungautställningen 1952: Hantverksutställningen i Örkelljunga 2-29 juni 1952[30]

### Småland
- Alvestautställningen 1963: Jubileumsutställningen i Alvesta 14-23 juni 1963
- Eksjöutställningen 1912: Landtbruks-, handtverks-, slöjd- och industriutställningen i Eksjö 1912[31]
- Eksjöutställningen 1938: Jubileumsutställningen i Eksjö 18 juni-24 juli 1938[32]
- Grännautställningen 1935: Jubileumsutställningen i Gränna 19 juni-14 juli 1935, arrangerad av Gränna hantverksförening[33]
- Grännautställningen 1952: Jubileumsutställningen i Gränna 1952
- Huskvarnautställningen 1937: Hantverks-, industri- och konstutställningen i Huskvarna 20 juni-12 juli 1937[34]
- Jönköpingsutställningen 1928: ’'Hantverks- och industriutställningen i Jönköping 20 juni-12 augusti 1928[13]
- Kalmarutställningen 1927: Hantverks- och industriutställningen i Kalmar 23 juli-??? 1927[35]
- Kalmarutställningen 1947: Jubileumsutställningen i Kalmar 20 juni-27 juli 1947
- Ljungbyutställningen 1905: Hantverks-, industri- och slöjdutställningen i Ljungby 16 juni-2 juli 1905[36]
- Ljungbyutställningen 1928: Sunnerbo härads lantbruks-, hemslöjds- och hantverksutställning i Ljungby 24 augusti-2 september 1928[37]
- Ljungbyutställningen 1963: Jubileumsutställningen i Ljungby 10-18 augusti 1963
- Markarydsutställningen 1902: Handtverks-, industri- och slöjdutställningen i Markaryd 5-9 september 1902[38]
- Nässjöutställningen 1922: Hantverks- och industriutställningen i Nässjö 1922[39]
- Oskarshamnsutställningen 1956: Jubileumsutställningen i Oskarshamn 30 juni-22 juli 1956
- Tranåsutställningen 1930: Utställningen i Tranås 14 juni-20 juli 1930[40]
- Vetlandautställningen 1932: Hantverks-, industri- och lantbruksutställningen i Vetlanda 23 juni-10 juli 1932[41]
- Värnamoutställningen 1903: Östbo härads landtbruks- och industriutställning i Wernamo 23-28 juni 1903
- Värnamoutställningen 1930: Utställningen i Värnamo 21 juni-6 juli 1930[42]
- Västerviksutställningen 1933: Jubileumsutställningen i Västervik 22 juni-16 juli 1933[43]
- Västerviksutställningen 1946: Hantverks- och industriutställningen i Västervik 21-30 juni 1946[44]

### Stockholm
- Stockholmsutställningen 1866: Allmänna industriutställningen i Stockholm 15 juni-14 oktober 1866
- Stockholmsutställningen 1897: Allmänna konst- och industriutställningen i Stockholm 15 maj-3 oktober 1897
- Stockholmsutställningen 1909: Konstindustriutställningen i Stockholm 4 juni-30 september 1909
- Stockholmsutställningen 1930: Stockholmsutställningen 16 maj-29 september 1930

### Södermanland
- Nyköpingsutställningen 1914: Södermanlands läns slöjd-, handtverks- och industriutställning i Nyköping 21 juni-19 juli 1914[45]

### Uppland
- Enköpingsutställningen 1935: Konst- och hantverksutställningen i Enköping 22 juni-21 juli 1935, arrangerad av Enköpings hantverksförening[12]
- Norrtäljeutställningen 1922: Jubileumsutställningen i Norrtälje 1922
- Norrtäljeutställningen 1947: Jubileumsutställningen i Norrtälje 5-20 juli 1947
- Tierpsutställningen 1961: Jubileumsutställningen i Tierp 1961
- Vaxholmsutställningen 1947: Jubileumsutställningen i Vaxholm 25 juli-17 augusti 1947

### Värmland
- Karlstadsutställningen 1903: Industri- och landtbruksutställningen i Karlstad 19 juni-7 juli 1903, arrangerad av Karlstads Hantverksförening [46]
- Arvikautställningen 1933: Utställningen i Arvika 22 juni-16 juli 1933, arrangerad av Arvika hantverks- och industriförening[47]
- Karlstadsutställningen 1927: Industri- och hantverksutställningen i Karlstad 15 juni-31 juli 1927[4]
- Rottneutställningen 1948: Industri- och hantverksutställningen i Rottne 1948

### Västerbotten
- Skellefteåutställningen 1945: Jubileumsutställningen i Skellefteå 20 juni-31 juli 1945
- Umeåutställningen 1929: Utställningen i Umeå 20 juni-28 juli 1929[9]

### Västergötland
- Alingsåsutställningen 1935: Jubileumsmässan i Alingsås 7 juni-??? 1935, arrangerad av Alingsås fabriks- och hantverksförening[33]
- Boråsutställningen 1933: Utställningen i Borås 23 juni-30 juli 1933, arrangerad av Borås hantverksförening[48]
- Göteborgsutställningen 1891: Industriutställningen i Göteborg 1 juni-15 september 1891
- Göteborgsutställningen 1923: Jubileumsutställningen i Göteborg 8 maj-30 september 1923
- Herrljungautställningen 1938: Hantverksutställningen i Herrljunga 23 juni-10 juli 1938[18]
- Hjoutställningen 1954: Jubileumsutställningen i Hjo 1954
- Mariestadsutställningen 1933: Jubileumsutställningen i Mariestad 21 juni-16 juli 1933, arrangerad av Skaraborgs läns hantverks- och industriidkareförbund[49]
- Skarautställningen 1905: Skaraborgs läns industri- och slöjdutställning i Skara 16 juni-2 juli 1905[50]
- Tibroutställningen 1937: Hantverks- och industriutställningen i Tibro 23 juni-11 juli 1937[17]
- Trollhättansutställningen 1962: Jubileumsutställningen i Trollhättan 1962
- Vänersborgsutställningen 1920: Jubileumsutställningen för hantverk, slöjd och industri i Vänersborg 10 juli-1 augusti 1920'
- Vänersborgsutställningen 1944: Jubileumsutställningen i Vänersborg 21 juni-30 juli 1944

### Västmanland
- Arbogautställningen 1935: Jubileumsutställningen i Arboga 25 maj-7 juli 1935[33]
- Salautställningen 1924: Jubileumsutställningen i Sala 21 juni-13 juli 1924[51]
- Salautställningen 1963: Jubileumsutställningen i Sala 1963
- Västeråsutställningen 1908: Handtverks- och industriutställningen i Västerås 18 juni-2 augusti 1908
- Västeråsutställningen 1935: Hantverks- och industriutställningen i Västerås 15 juni-4 augusti 1929[20]

### Ångermanland
- Härnösandsutställningen 1894: Vesternorrlands läns hushållningssällskaps industri- och slöjd- samt landtbruksutställning i Hernösand 1894
- Härnösandsutställningen 1935: Jubileumsutställningen i Härnösand 21 juni-21 juli 1935[52]
- Härnösandsutställningen 1958: Jubileumsutställningen i Härnösand 1958
- Kramforsutställningen 1939: Industri- och hantverksutställningen i Kramfors 25 juni-23 juli 1939, arrangerad av Kramfors köpmannaförening och Kramfors-Ådalens hantverksförening[53]
- Sollefteåutställningen 1952: Jubileumsutställningen i Sollefteå 1952
- Örnsköldsviksutställningen 1916: Västernorrlands läns landtbruks-, slöjd- och industriutställning i Örnsköldsvik 1916[54]
- Örnsköldsviksutställningen 1942: Jubileumsutställningen i Örnsköldsvik 20 juni-19 juli 1942
- Örnsköldsviksutställningen 1960: Jubileumsutställningen i Örnsköldsvik 1960

### Östergötland
- Linköpingsutställningen 1898: Industriutställningen i Linköping 16-19 juni 1898[55]
- Linköpingsutställningen 1920: Hantverks- och industriutställningen i Linköping 1920
- Motalautställningen 1937: Motalautställningen 18 juni-1 augusti 1937, arrangerad av Motala fabriks- och hantverksförening[56]
- Norrköpingsutställningen 1906: Konst- och industriutställningen i Norrköping 1 juni-15 september 1906
- Skänningeutställningen 1929: Jubileumsutställningen i Skänninge 20 juni-28 juli 1929[9]

## Hantverks- och industriutställningar sorterade efter år och datum
Under respektive år har utställningarna listats kronologiskt samt under sitt officiella namn.
Observera att det saknas källhänvisningar till listan nedan, då uppgifterna och källorna är desamma som för listan ovan.

### 1866
- 15 juni-14 oktober: Allmänna industriutställningen i Stockholm

### 1881
- 18 juli-4 september: Skandinaviska industri- och slöjdutställningen i Malmö

### 1882
- 19 juni-: Allmänna norrländska industri- och landtbruksutställningen i Sundsvall

### 1883
- 11 juli-: Industri- och hemslöjdutställningen i Örebro

### 1890
- Industriutställningen i Helsingborg

### 1891
- 1 juni-15 september: Industriutställningen i Göteborg

### 1893
- Skånska industri- och slöjdutställningen i Ystad

### 1894
- Industri- och slöjdutställningen i Luleå
- Vesternorrlands läns hushållningssällskaps industri- och slöjd- samt landtbruksutställning i Hernösand

### 1895
- 15-24 juni: Fabriks-, handtverks-, industri- och slöjdutställningen i Lund

### 1896
- Juni-september: Nordiska industri- och slöjdutställningen i Malmö

### 1897
- 15 maj-3 oktober: Allmänna konst- och industriutställningen i Stockholm

### 1898
- 16-19 juni: Industriutställningen i Linköping
- Hantverks-, industri- och slöjdutställningen i Halmstad

### 1899
- 1 juni-: Industriutställningen i Örebro

### 1900
- 13-15 juli: Slöjd- och industriutställningen i Höganäs

### 1901
- 15 juni-15 augusti: Industri- och slöjdutställningen i Gefle

### 1902
- 13-24 juni: Blekinge läns industriutställning i Karlskrona
- 5-9 september: Handtverks-, industri- och slöjdutställningen i Markaryd

### 1903
- 11 juni-10 september: Industri- och slöjdutställningen i Helsingborg
- 23-28 juni: Östbo härads landtbruks- och industriutställning i Wernamo

### 1904
- Industriutställningen i Wisby

### 1905
- 16 juni-2 juli: Hantverks-, industri- och slöjdutställningen i Ljungby
- 16 juni-2 juli: Skaraborgs läns industri- och slöjdutställning i Skara
- 25 augusti-2 september: Industri- och slöjdutställningen i Östersund
- Industri- och slöjdutställningen i Engelholm

### 1906
- 1 juni-15 september: Konst- och industriutställningen i Norrköping

### 1907
- Industri-, slöjd- och konstutställningen i Lund

### 1908
- 18 juni-2 augusti: Handtverks- och industriutställningen i Västerås

### 1909
- 4 juni-30 september: Konstindustriutställningen i Stockholm

### 1911
- 21 juni-16 juli: Industri- och slöjdutställningen i Örebro

### 1912
- Landtbruks-, handtverks-, slöjd- och industriutställningen i Eksjö
- Industriutställningen i Halmstad

### 1913
- 1 juni-15 september: Jubileumsutställningen i Landskrona

### 1914
- 15 maj-4 oktober: Baltiska utställningen i Malmö
- 21 juni-19 juli: Södermanlands läns slöjd-, handtverks- och industriutställning i Nyköping

### 1916
- Västernorrlands läns landtbruks-, slöjd- och industriutställning i Örnsköldsvik

### 1920
- 10 juli-1 augusti: Jubileumsutställningen för hantverk, slöjd och industri i Vänersborg
- Hantverks- och industriutställningen i Linköping
- Jämtlands läns kungliga hushållningssällskaps 100-års jubileumsutställning i Östersund

### 1921
- Jubileumsutställningen i Luleå

### 1922
- 7-9 juli: Sydöstra Skånes hantverksutställning och bygdemässa i Tomelilla
- Hantverks- och industriutställningen i Nässjö
- Hantverksutställningen i Åmål
- Jubileumsutställningen i Norrtälje

### 1923
- 8 maj-30 september: Jubileumsutställningen i Göteborg

### 1924
- 21 juni-13 juli: Jubileumsutställningen i Sala

### 1925
- 20 juni-5 juli: Hantverksutställningen i Åmål
- 9-19 juli: Hantverks- och industriutställningen i Trelleborg

### 1926
- 21 juli-8 augusti: Byggnads-, industri- och lantbruksutställningen i Visby
- Hantverksutställningen i Lysekil

### 1927
- 15 juni-31 juli: Industri- och hantverksutställningen i Karlstad
- 18 juni-31 juli: Länsutställningen i Falun
- 14 - 24 juli : Utställningen i Tomelilla
- 23 juli-: Hantverks- och industriutställningen i Kalmar
- 30 juli-: Hantverks- och industrimässan i Varberg

### 1928
- 20 juni-12 augusti: Hantverks- och industriutställningen i Jönköping
- 21 juni-5 augusti: Hantverks- och industriutställningen i Sundsvall
- 21 juni-29 juli: Örebro läns utställning i Örebro
- 24 augusti-2 september: Sunnerbo härads lantbruks-, hemslöjds- och hantverksutställning i Ljungby
- Hantverks- och industriutställningen i Uddevalla

### 1929
- 14 juni-4 augusti: Landskrona hantverks- och industriförenings jubileumsutställning
- 15 juni-4 augusti: Hantverks- och industriutställningen i Västerås
- 20 juni-5 augusti: Utställningen i Halmstad
- 20 juni-28 juli: Jubileumsutställningen i Skänninge
- 20 juni-28 juli: Utställningen i Umeå
- 21 juni-: Utställningen i Bollnäs

### 1930
- 16 maj-29 september: Stockholmsutställningen
- 14 juli-20 juli: Utställningen i Tranås
- 18 juni-20 juli: Jubileumsutställningen i Karlskrona
- 21 juni-6 juli: Utställningen i Värnamo

### 1932
- 23 juni-10 juli: Hantverks-, industri- och lantbruksutställningen i Vetlanda

### 1933
- 21 juni-16 juli: Jubileumsutställningen i Mariestad, arrangerad av Skaraborgs läns hantverks- och industriidkareförbund
- 22 juni-16 juli: Utställningen i Arvika, arrangerad av Arvika hantverks- och industriförening
- 22 juni-16 juli: Jubileumsutställningen i Västervik
- 23 juni-30 juli: Utställningen i Borås, arrangerad av Borås hantverksförening

### 1934
- 29 juni-8 juli: Hantverks- och industriutställningen i Eslöv

### 1935
- 25 maj-7 juli: Jubileumsutställningen i Arboga
- 7 juni-: Jubileumsmässan i Alingsås, arrangerad av Alingsås fabriks- och hantverksförening
- 19 juni-14 juli: Jubileumsutställningen i Gränna, arrangerad av Gränna hantverksförening
- 21 juni-21 juli: Jubileumsutställningen i Härnösand
- 22 juni-21 juli: Konst- och hantverksutställningen i Enköping, arrangerad av Enköpings hantverksförening
- 6 juli-4 augusti: Hantverks- och hemslöjdsutställningen i Lycksele
- 12-14 juli: Jubileumsmässan i Hässleholm, arrangerad av Hässleholms hantverks- och industriförening

### 1936
- 19 juni-23 augusti: Fritiden i Ystad, arrangerad av Svenska slöjdföreningen och Ystads stad
- 20 juni-12 juli: Hantverks-, industri- och konstutställningen i Huskvarna
- 18 juli-9 augusti: Jubileumsutställningen i Östersund, arrangerad av Östersunds stad

### 1937
- 18 juni-1 augusti: Motalautställningen, arrangerad av Motala fabriks- och hantverksförening
- 23 juni-11 juli: Hantverks- och industriutställningen i Höör
- 2 juli-: Hantverks- och industriutställningen i Tibro

### 1938
- 18 juni-24 juli: Jubileumsutställningen i Eksjö
- 23 juni-10 juli: Hantverksutställningen i Herrljunga
- 1-10 juli: Utställningen i Klippan

### 1939
- 15 juni-6 augusti: Utställningen i Kristianstad, arrangerad av Kristianstads handelsförening samt Kristianstads fabriks- och hantverksförening
- 21 juni-23 juli: Mässan i Borlänge
- 30 juni-23 juli: Industri- och hantverksutställningen i Kramfors, arrangerad av Kramfors köpmannaförening och Kramfors-Ådalens hantverksförening

### 1942
- 20 juni-19 juli: Jubileumsutställningen i Örnsköldsvik

### 1944
- 21 juni-30 juli: Jubileumsutställningen i Vänersborg

### 1945
- 20 juni-31 juli: Jubileumsutställningen i Skellefteå

### 1946
- 21-30 juni: Hantverks- och industriutställningen i Västervik
- 21 juni-4 augusti: Jubileumsutställningen i Gävle
- Jubileumsutställningen i Hedemora

### 1947
- 18 juni-10 augusti: Jubileumsutställningen i Örebro
- 20 juni-27 juli: Jubileumsutställningen i Kalmar
- 5-20 juli: Jubileumsutställningen i Norrtälje
- 25 juli-17 augusti: Jubileumsutställningen i Vaxholm

### 1948
- Industri- och hantverksutställningen i Rottne

### 1949
- 2-17 juli: Jubileumsutställningen i Åhus
- 16 juli-7 augusti: Jubileumsutställningen i Lycksele

### 1951
- 1-8 juli: Jubileumsutställningen i Olofström
- 5-15 juli: Jubileumsutställningen i Höganäs

### 1952
- 2-29 juni: Hantverksutställningen i Örkelljunga
- Jubileumsutställningen i Gränna
- Jubileumsutställningen i Sollefteå

### 1953
- 11-14 juni: Hantverksutställningen i Löberöd

### 1954
- Jubileumsutställningen i Hjo

### 1955
- 10 juni-28 augusti: H55 i Hälsingborg

### 1956
- 30 juni-22 juli: Jubileumsutställningen i Oskarshamn

### 1957
- 26 juni-7 juli: Jubileumsutställningen i Arvidsjaur
- 2-11 augusti: Jubileumsutställningen i Piteå

### 1958
- Jubileumsutställningen i Härnösand

### 1959
- Jubileumsutställningen i Ludvika

### 1960
- Jubileumsutställningen i Örnsköldsvik

### 1961
- Jubileumsutställningen i Tierp

### 1962
- Jubileumsutställningen i Trollhättan

### 1963
- 14-23 juni: Jubileumsutställningen i Alvesta
- 10-18 augusti: Jubileumsutställningen i Ljungby
- Jubileumsutställningen i Sala

### 1964
- 10-21 juli: Jubileumsutställningen i Karlshamn